# グイドーニ (小惑星)
グイドーニ (10605 Guidoni) は、小惑星帯に位置する小惑星である。イタリア北部、ソルマーノのソルマーノ天文台でヴァルテル・ジュリアーニとフランチェスコ・マンカが発見した。
イタリア人として初めてミッションスペシャリストの資格を取得し、1996年にスペースシャトル・コロンビア (STS-75) で初飛行したウンベルト・グイドーニ に因んで名付けられた。グイドーニは2001年、この小惑星が命名された数ヶ月後にエンデバー (STS-100) で二度目の飛行を経験し、2004年に宇宙飛行士を引退して欧州議会の議員になった。